# Недоспасов, Артур Владимирович
Артур Владимирович Недоспасов (13 июня 1928, Миасс, Челябинская область — 18 декабря 2021, Москва)— советский и российский физик, доктор физико-математических наук, профессор МФТИ, один из авторов открытия тококонвективной неустойчивости плазмы.

## Биография
Сын преподавателя Миасского горно-металлургического техникума, репрессированного в марте 1938 года.
Окончил МГУ (1950). В 1950—1958 годах — инженер на Московском электроламповом заводе
В 1958—1970 годах — научный сотрудник, с февраля 1960 года заведующий лабораторией Института атомной энергии. Соавтор научного открытия: Тококонвективная неустойчивость плазмы. Ю. Л. Иванов, С. М. Рывкин, Б. Б. Кадомцев, А. В. Недоспасов. № 78 с приоритетом от 14 декабря 1957 года.
С 1961 года — доцент, затем профессор кафедры физики и химии плазмы Московского физико-технического института.
С 1970 года заведовал отделом и лабораторией НИИ высоких температур Академии наук СССР (ОИВТ РАН). Позже — главный научный сотрудник лаборатории физического моделирования двухфазных течений.
В 1973—1989 годах — заместитель главного редактора «Вестника Академии наук СССР».
Мастер спорта по альпинизму (1972).
Сыновья Андрей (1949—2007) — химик и педагог и Сергей (род. 1952) — биолог, академик РАН.

## Основные работы
- Колебания и неустойчивости низкотемпературной плазмы. Недоспасов Артур Владимирович, Хаит Вадим Давидович ; [АН СССР, Ин-т высоких температур] — М.: Наука, 1979. — 168 с. : ил.
- Состав и свойства рабочих тел МГД-генераторов открытого цикла [Текст] / А. В. Недоспасов, Л. П. Побережский, Ю. Г. Чернов ; АН СССР, Ин-т высоких температур, Ин-т атомной энергии им. И. В. Курчатова. — М.: Наука, 1977. — 240 с. : ил.
- Основы физики процессов в устройствах с низкотемпературной плазмой / А. В. Недоспасов, В. Д. Хаит. — М.: Энергоатомиздат, 1991. — 224 с. : ил.; ISBN 5-283-03958-7